# Tylosurus crocodilus
Espèce
Synonymes
- Belona crocodila Péron & Lesueur, 1821

Tylosurus crocodilus ou Aiguille-crocodile est une espèce de poissons marins de la famille des Belonidae.

## Distribution et habitat
Ce poisson vit dans les eaux tropicales au bord des côtes à faible profondeur entre 0 et 13 m.

## Description
Tylosurus crocodilus est le plus grand représentant la famille des Belonidae, il peut mesurer jusqu'à 1,5 m et peser 6,4 kg. Toutefois sa taille habituelle, queue non comprise, est d'environ 90 cm..

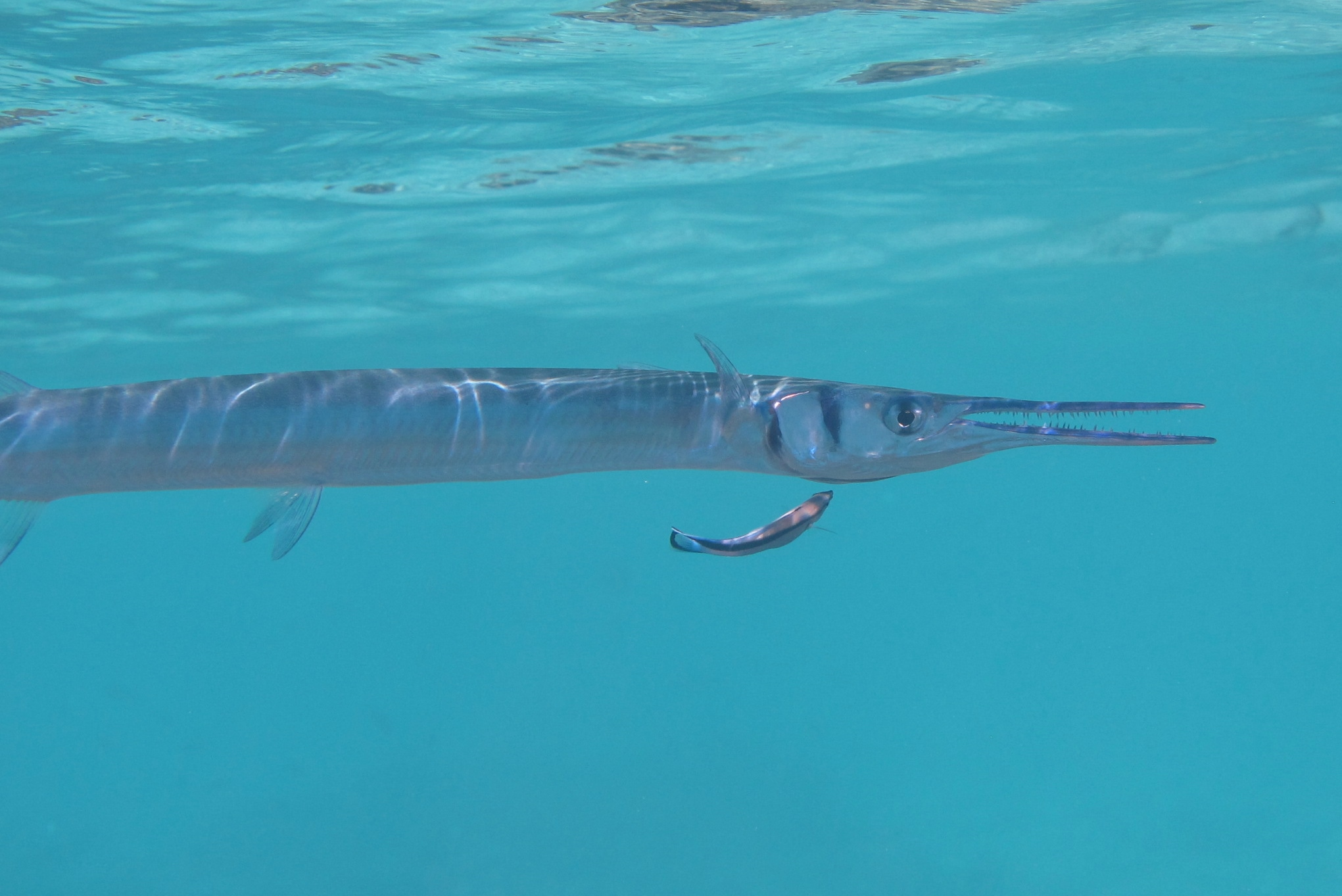
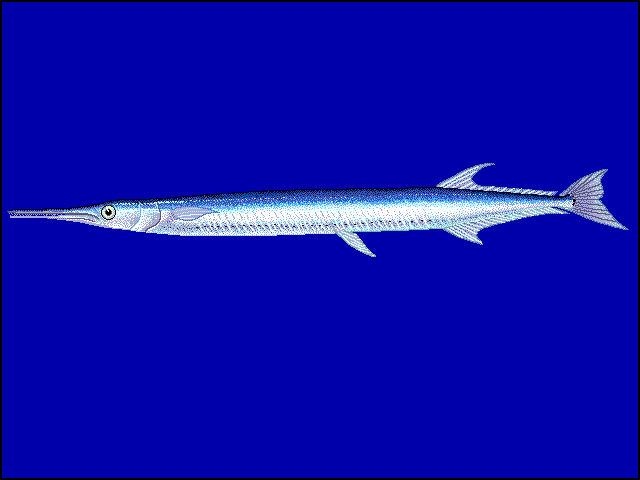
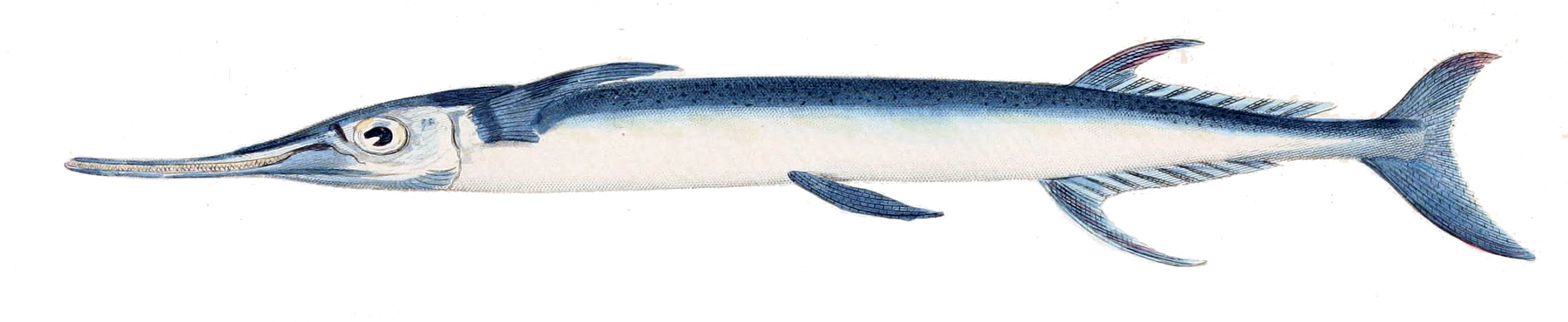

## Alimentation
L'Aiguille-crocodile mange des petits poissons pélagiques.

## Reproduction
Sa reproduction est ovipare et chaque ponte est constituée d'environ 3000 œufs. Ce poisson devient mature lorsqu'il atteint 50–55 cm de long.

## Liste des sous-espèces
Selon World Register of Marine Species (12 avril 2016) :
- sous-espèce Tylosurus crocodilus crocodilus (Péron & Lesueur, 1821)
- sous-espèce Tylosurus crocodilus fodiator Jordan & Gilbert, 1882

## Systématique
Le nom valide complet (avec auteur) de ce taxon est Tylosurus crocodilus (Péron & Lesueur, 1821).
Ce taxon porte en français les noms vernaculaires ou normalisés suivants : Aiguille, Aiguille crocodile, Aiguillete, Aiguillette crocodile, Grosse aiguille, Orphie, Orphie crocodile, Orphie de terre, Z'orphie.
Tylosurus crocodilus a pour synonymes :
- Belona crocodila Péron & Lesueur, 1821
- Belone annulata Valenciennes, 1846
- Belone coromandelica van Hasselt, 1823
- Belone crassa Poey, 1860
- Belone crocodila Péron & Lesueur, 1821
- Belone crocodilus Péron & Lesueur, 1821
- Belone cylindrica Bleeker, 1850
- Belone gerania Valenciennes, 1846
- Belone gigantea Temminck & Schlegel, 1846
- Belone koseirensis Klunzinger, 1871
- Belone melanochira Poey, 1860
- Belone melanurus Bleeker, 1849
- Belone raphidoma Ranzani, 1842
- Belone timucoides van Hasselt, 1824
- Esox aaveri Curtiss, 1938
- Strongylura crocodila (Péron & Lesueur, 1821)
- Strongylura crocodilus (Péron & Lesueur, 1821)
- Strongylura gigantea (Temminck & Schlegel, 1846)
- Strongylura raphidoma (Ranzani, 1842)
- Strongylurus annulatus (Valenciennes, 1846)
- Strongylurus crocodila (Péron & Lesueur, 1821)
- Tylosurus annulatus (Valenciennes, 1846)
- Tylosurus caribbaeus (LeSueur)
- Tylosurus crocodiles subsp. crocodiles
- Tylosurus crocodiles (Péron & Lesueur, 1821)
- Tylosurus crocodilis subsp. crocodilis
- Tylosurus crocodilis (Péron & Lesueur, 1821)
- Tylosurus crocodilius (Péron & Lesueur, 1821)
- Tylosurus crocodilus subsp. crocodilus
- Tylosurus giganteus (Temminck & Schlegel, 1846)
- Tylosurus gladius Bean, 1882
- Tylosurus raphidoma (Ranzani, 1842)